# Adamawa-fennsík
Az Adamawa-fennsík (francia: Massif de l'Adamaoua) egy felföld Közép-Afrikában, a Felső-Guinea nagytáj része. Neve Modibo Adama -tól Adamawa Emirátus alapítójától származik.

## Jellemzői
A fennsík kiterjed délkelet-Nigéria, észak-közép-Kamerun (Adamawa és Észak-tartományok) és a Közép-afrikai Köztársaság nyugati térségeire. Az átlagos magassága kb. 1000 m, legmagasabb pontja 2650 m.
Az ősi kristályos kőzetekből álló fennsík a Felső- és Alsó-Guineai küszöböt választja el egymástól.
A hegyvidék számos folyó forrása, legnagyobbak: a Benue, Sanaga, Djer.
Éghajlata trópusi szavanna, délnyugaton trópusi egyenlítői, a magasabb területeken viszonylag hűvös 22-25 fok. A csapadék 900–1500 mm - észak felé csökken -, délnyugaton 1500–2000 mm.
A ritkán lakott térség vegetációja északon többnyire szavanna, míg a déli területeken trópusi esőerdő.